# Malthonica africana
Malthonica africana är en spindelart som beskrevs av Simon och Fage 1922. Malthonica africana ingår i släktet Malthonica och familjen trattspindlar. Inga underarter finns listade i Catalogue of Life.